# 삼성 갤럭시 그랜드 2
삼성 갤럭시 그랜드 2(Samsung GALAXY GRAND 2)는 삼성전자에서 제조/판매하는 안드로이드 패블릿 스마트폰으로, 갤럭시 그랜드의 후속 제품이다.
2013년 11월 25일에 발표되어, 2014년 1월 19일에 출시되었다.

## 연혁
- 2013년 11월 25일 : 제품 공개[3]
- 2014년 1월 19일 : 제품 출시[4]
- 2014년 2월 23 ~ 27일 : 모바일 월드 콩그레스(MWC) 2014에서 전시[5]

## 외형
갤럭시 S4와 유사한 형태이며, 뒷면은 가죽의 질감을 흉내낸 플라스틱에 스티치 디자인을 적용하였다.

## 색상
- 클래식 화이트
- 제트 블랙
- 블러쉬 핑크
- 티탄 실버[6]
- 코퍼 골드[6]

## 나라별 모델명

### 대한민국

#### SM-G710S/K/L
SK텔레콤, KT, LG 유플러스를 통해 출시되었으며, LTE 어드밴스트를 지원하며, 지상파 DMB를 지원한다.

### 중국
중국에서는 총 4가지 모델이 존재하다.

#### SM-G7106
SM-G7102를 기반으로 차이나 유니콤을 통해 출시되었으며, 글로벌 모델보다 먼저 출시되었다.

#### SM-G7108
차이나 모바일을 통해 출시되었다.

#### SM-G7109
차이나 텔레콤을 통해 출시된 모델이다.

#### SM-G7108V
차이나 모바일을 통해 출시되었으며, TD-LTE를 지원한다.

## 같이 보기
- 삼성 갤럭시 노트 2
- 삼성 갤럭시 그랜드